# Rängs sand
Rängs sand (ibland Rängsand eller Räng sand) är en tidigare tätort i Vellinge kommun i Skåne län. Från 2015 räknas området som en del av tätorten Höllviken.

## Historia
Ortens namn kommer av att platsen en gång i tiden var hårt drabbad av sandflykt, och under 1800-talet började jorden vändas manuellt med hjälp av grävning. Den ursprungliga bebyggelsen i orten är från denna tid och ligger avskild från stugområdena som placerades ut i ett område där tall och björk planterades.
Sommarstugeområdena byggdes under 1930-talet och fram till 2000-talet bestod bebyggelsen mest av kompletteringar och ombyggnader till åretrunthus. Under början av 2000-talet byggdes åretrunthus i ortens sydvästra del och under hela 2000-talet har sedan orten enligt en ny detaljplan byggts ut rejält.

### Befolkningsutveckling
| Befolkningsutvecklingen i Rängs sand 2000–2010       | Befolkningsutvecklingen i Rängs sand 2000–2010 | Befolkningsutvecklingen i Rängs sand 2000–2010 | Befolkningsutvecklingen i Rängs sand 2000–2010 | Befolkningsutvecklingen i Rängs sand 2000–2010 |
| ---------------------------------------------------- | ---------------------------------------------- | ---------------------------------------------- | ---------------------------------------------- | ---------------------------------------------- |
|                                                      |                                                |                                                |                                                |                                                |
| År                                                   |                                                |                                                | Folkmängd                                      | Areal (ha)                                     |
| 2000                                                 | 2000                                           |                                                | 350                                            | 45                                             |
| 2005                                                 | 2005                                           |                                                | 596                                            | 50                                             |
| 2010                                                 | 2010                                           |                                                | 808                                            | 56                                             |
| Anm.: Ny tätort 2000, sammanvuxen med Höllviken 2015 |                                                |                                                |                                                |                                                |

## Bebyggelse
Rängs sand delas i två delar av huvudgatan Räng sandsvägen (M 519), som löper i sydvästlig riktning från Kämpinge i sydväst till Räng i nordöst. Längst i norr finns en mer lantlig del, bestående till stor del av hästgårdar utplacerade på tvären mot bygatan. På västra delen av orten finns tre avgränsade bostadsområden. De två nordliga är ursprungligen sommarstugor även om många på senare år byggts om till åretrunthus. Det sydliga kallas Rängbågsbyn och består av 1-, 1½- och 2-planshus avsedda för åretruntboende. På östra sidan av orten fanns fram till nuvarande översiktsplanens utförande 2002 ett par gårdar och ett småhusområde. Detta område har fram till idag (2013) byggts ut i flera etapper, med flera småhusområden och en park. Längst i syd finns en förskola.

## Kommunikationer
Rängs sand försörjs av busslinje 181 som stannar 500 meter sydväst om orten längs Räng sandsvägen i utkanten av Kämpinge by. Norra delen av Rängs sand har rätt att utnyttja närtaxi.

## Näringsliv
Rängs sand saknar näringsliv och butiker frånsett från egna företag, förskolan och en hönsfarm i östra delen, och är helt och hållet en pendlingsort. Det finns i översiktsplanen utrymme för etablerande av en närbutik.